# تناقض (منطق)
التناقض في علم المنطق الصوري هو اختلاف القضيتين بالإيجاب والسلب، بحيث يقتضي لذاته صدق إحداهما وكذب الأخرى، كقولنا: زيد إنسان، زيد ليس بإنسان.